# シェルター議員連盟
シェルター議員連盟は、令和4年（2022年）12月13日に発足した弾道ミサイルなどの武力攻撃から日本国民の命と安全を守る核シェルターの整備を促す日本の自由民主党の議員連盟。

## 概要
片山さつき議員が呼びかけとなって発足し、緊急一時避難施設（シェルター）の整備を加速させることを目指す。発起人には、菅義偉前首相や萩生田光一政調会長、小野寺五典元防衛相も名を連ねている。
呼びかけ人である片山さつき議員は、「『日本有事』は目前に迫っている。国民の生命を守る切り札といえるシェルターの整備は待ったなしだ」「太陽光パネルに熱を上げる暇があれば、国民の生命や財産を守る手立てを即刻、整備すべきだ」と強調した。
党を挙げて議論を加速させる構えだという。
塩谷立元文科相は代表世話人に就任し、「防衛力強化の議論が行われており、身を守るシェルターの問題もしっかり国として取り組んでいかないといけない」と強調した。